# يانيس ليندا
يانيس ليندا (1 مارس 1994 - ) هو لاعب كرة قدم روسي في مركز الوسط. لعب مع لوكوموتيف موسكو وFC Lokomotiv Liski ‏.

## وصلات خارجية
- يانيس ليندا على موقع قاعدة بيانات كرة القدم.إي يو (الإنجليزية)
- يانيس ليندا على موقع Soccerway.com (الإنجليزية)